# Adoxophyes bematica
Adoxophyes bematica es una especie de polilla del género Adoxophyes, tribu Archipini, subfamilia Tortricinae.

## Distribución
Se distribuye por Islas Salomón.

## Taxonomía
Fue descrita por Meyrick en 1910 y publicada en Proceedings of the Linnean Society of New South Wales 35: 206.